# Volčič (priimek)
Volčič priimek več znanih Slovencev:
- Aljoša Volčič (*1943), matematik
- Barbara Volčič-Lombergar, novinarka
- Bine Volčič (*1980), kuhar
- Edvard Volčič (1858—1911), pravnik, terminolog
- Ivan Volčič (u. 1949), finančni strokovnjak (= partizan, publicist, matematik?)
- Jakob Volčič (1815—1888), duhovnik in zbiratelj narodnega blaga
- Janez Volčič (1825—1887), duhovnik in nabožni pisec
- Jurij Volčič, matematik
- Metka Volčič (Metka Šišernik) novinarka, TV voditeljica in urednica
- Mitja (Demetrij) Volčič (1931—2021), novinar, politik, publicist (v Italiji)
- Primož Volčič (*1969), vojak, podjetnik
- Roman Volčič, košarkarski funkcionar
- Sara Volčič (*1972), novinarka, specializirana za kriminal
- Tjaša Volčič, fotografinja
- Zala Volčič, komunikologinja